# 斯氏鬼鮋
斯氏鬼鮋（学名：Inimicus smirnovi）為輻鰭魚綱鮋形目鮋亞目毒鮋科的其中一種，為熱帶海水魚，分布於中西太平洋海域，棲息深度100-190公尺，體長可達25公分，棲息在底層水域，生活習性不明，具有毒性。